# Vixueses
Vixueses es un lugar situado en la parroquia de Foncuberta, perteneciente al municipio de Maceda, en la provincia de Orense, Galicia, España.
Ubicada en la comarca de Allariz-Maceda, Vixueses es una localidad de pequeño tamaño que ha experimentado fluctuaciones en su población durante las últimas décadas. Es conocida también por su entorno natural y su cercanía a O Penedo, un refugio situado a unos 100 metros, donde el destacado sindicalista y líder gallego Benigno Álvarez González falleció el 11 de marzo de 1937 durante la Guerra Civil Española.

## Demografía
| Gráfica de evolución demográfica de Vixueses entre 2000 y 2023 |
|                                                                |
| Datos según el nomenclátor publicado por el INE.               |

## Historia
Durante la Guerra Civil Española, Vixueses fue testigo de un trágico suceso cuando Benigno Álvarez González, líder sindicalista y figura prominente en la defensa de los derechos obreros gallegos, perdió la vida cerca del lugar. Este acontecimiento es recordado en la memoria histórica de la localidad y de Galicia.